# Pieter Lastman

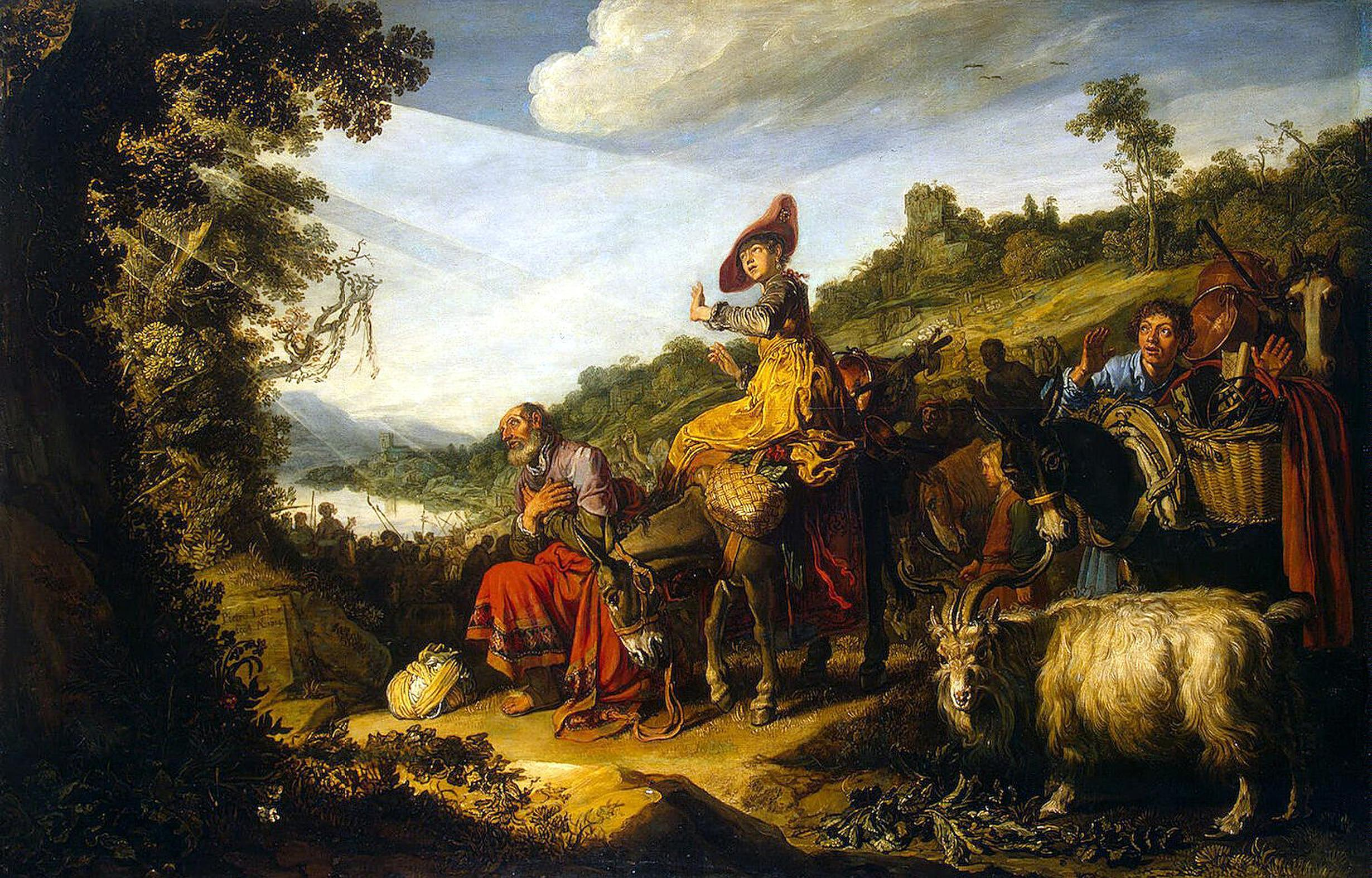
Pieter Lastman, Abrahams resa till Kanaan, 1614, olja på duk, 72 x 122 cm. Eremitaget, Sankt Petersburg.

Pieter Pieterszoon Lastman, född 1583 i Amsterdam i Nederländerna och begraven där 1633, var en nederländsk historiemålare. Han blev känd för sin förmåga att måla små bilder i kabinettformat eller vykortsformat. Till hans elever hörde Rembrandt och Jan Lievens. I sina målningar lade Lastman ned mycket arbete på ansikten, händer och fötter.

## Biografi
Pieter Lastman var son till en guldsmed, som avskedades 1578 för att han var katolik. Hans mor var värderingsman av målningar och varor. Han genomgick lärlingsutbildning för Gerrit Pietersz Sweelinck, bror till Jan Pieterszoon Sweelinck. Vid 19 års ålder, omkring 1604, reste Lastman till Italien, där han tillbringade fem år och där han tog intryck av Caravaggios måleri, men i synnerhet påverkades av Adam Elsheimer. Caravaggio blev målare i Utrechtskolan några år senare. När han flyttade tillbaka till Amsterdam flyttade han in hos sin mor på Sint Antoniesbreestraat och som bodde bredvid borgmästaren Geurt van Beuningen. Lastman hade ateljé på Sint Antoniesbreest, där Rembrandt var elev.
När Lastman återvände från Italien till sitt hemland och Amsterdam uppvisade hans målningsstil slående förändringar. Han började använda starka kontraster av ljus och skugga som intensifierade dramat i motivet. Han specialiserade sig på berättande ämnen. Hans målningar har ofta bibliska och mytologiska motiv eller romersk historia och har stora likheter med både Elsheimers och Nikolaes Knüpfers målningar. Han reformerade historiemåleriet i Amsterdam på 1600-talet och hans roll som Rembrandts lärare garanterade honom berömmelse under sin livstid. Han kom att presentera gestalterna väl i en dramatisk berättelse. Hans målningar betingade höga priser, och han nämndes som en av de viktigaste målarna i Amsterdam i en hymn 1618 då stadens konster firades.

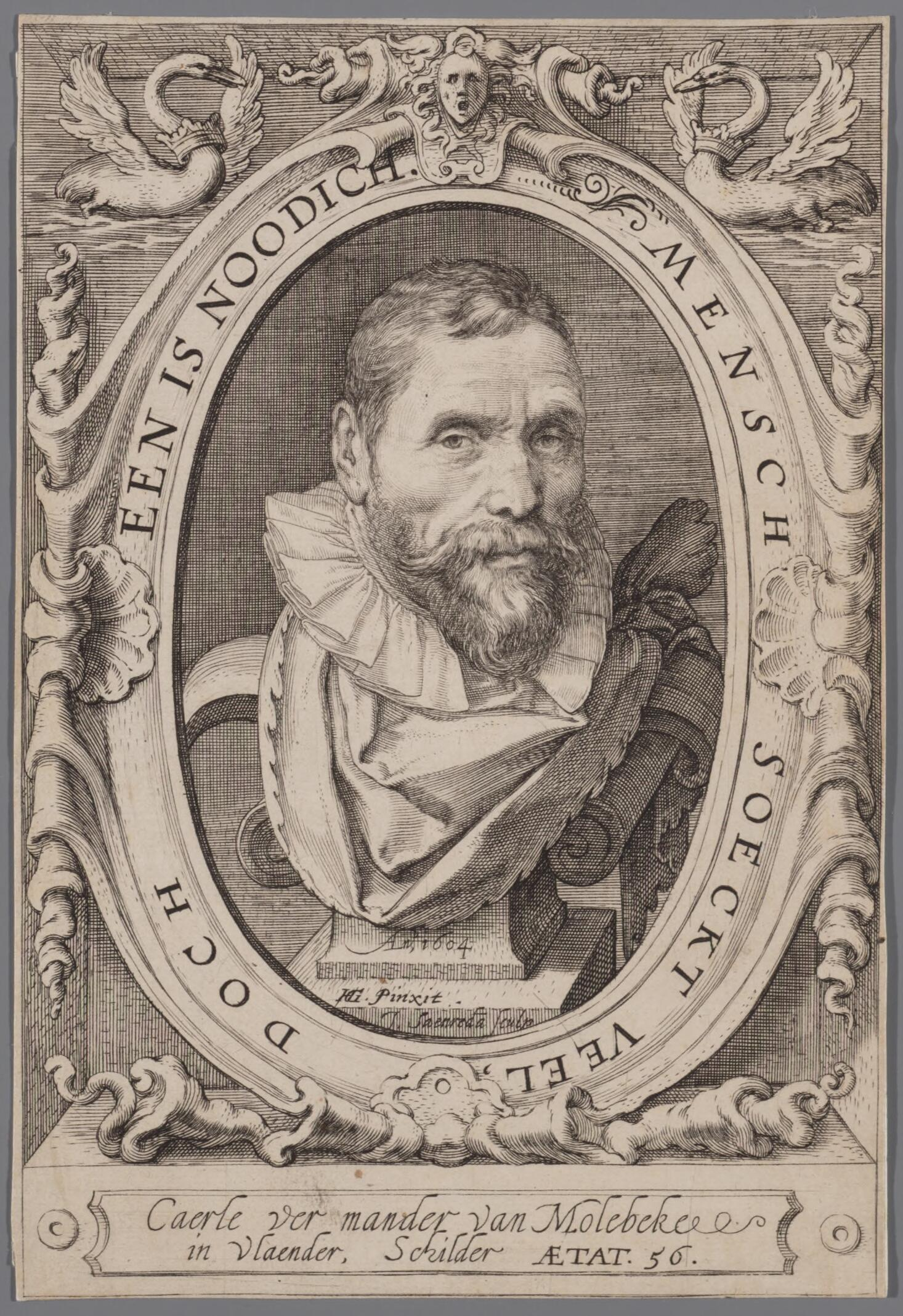
Karel van Mander den äldre (1548-1606) var en nederländsk författare och målare som skrev konstnärsbiografier. Hans mest omtalade verk är Levensbeschrijvingen van antieke, Italiaanse, Nederlandse en Hoogduitse schilders uit zijn Schilder-boeck (Haarlem, 1604).

Biografen Karel van Mander nämner att Pieter Lastman tillbringade sina tidiga år som konstnär i Italien i sin bok Schilderboeck, Konstnärernas bok, från 1604. När han återvände till Amsterdam 1607, hyllades Lastman som en kännare av italiensk konst. Han målade bibliska och mytologiska scener och ägnade särskild uppmärksamhet åt landskapet. Lastman målningar inbringade höga priser på sin tid. Den danske kungen Kristian IV, som var konstsamlare, beställde tre bibliska scener. Lastman hade ett stort inflytande på sina elever och sin samtid. Den nederländska poeten Joost van den Vondel kallade honom för sin tids Apelles, en berömd forngrekisk målare. Men konstnärens berömdhet bleknade och han blev senare känd främst som läraren som undervisade Rembrandt och Jan Lievens.
Lastman gifte sig aldrig trots att han lovade att gifta sig med Gerbrand Adriaensz Brederos syster. Av hälsoskäl flyttade Lastman in hos sin bror 1632. Han avled året därpå och begravdes den 4 april 1633 i Oude Kerk i Amsterdam.
Det är troligt att Rembrandt var påverkad av Caravaggio (se till exempel chiaroscuro) eller väsentligt via Lastman, eftersom Rembrandt aldrig besökte Italien. Förutom Rembrandt och Lievens var några av Lastmans elever Bartholomeus Breenbergh, Nicolaes Lastman, Pieter Pieterz Nedek och Jan Albertsz Rotius.
Lastmans största betydelse för konsten var att han var Rembrandts lärare. Pieter Lastman lade stor vikt vid klassiskt korrekt teckning. Rembrandt tog intryck av Lastmans historiemåleri. Trots att han bara var Rembrandts mentor under ett halvår övade han stort inflytande på Rembrants målningar, även efter att Rembrandt lämnat honom. Genom en viss brokighet i färghållningen vittnar Rembrandts tidiga målningar om inflytandet från Lastman. Rembrandts komposition och "iscensättning" är inspirerad av honom.

## Verk i urval
Pieter Lastmans målning Orestes och Pylades finns i Rijksmuseum i Amsterdam, Lazarus' uppväckande finns Mauritshuis i Haag, Odysseus och Nausikaa finns i Alte Pinakothek i München och David i templet finns i Braunschweig samt Offer till Juno på Nationalmuseum i Stockholm. Den bibliska målningen Tobias med ängeln på träpannå i Szépművészeti Múzeum, Konstmuseet vid Hjältarnas torg i Budapest, fanns tidigare i Berlin i Karl Friedrich Lippmanns samlingar. Målningen Hagars avsked finns i Hamburger Kunsthalle, det tyska konstmuseet i Hamburg, och Hagar var enligt Bibeln tjänsteflicka hos Abrahams hustru Sara och gav Sara henne som hustru åt Abraham.

## Galleri

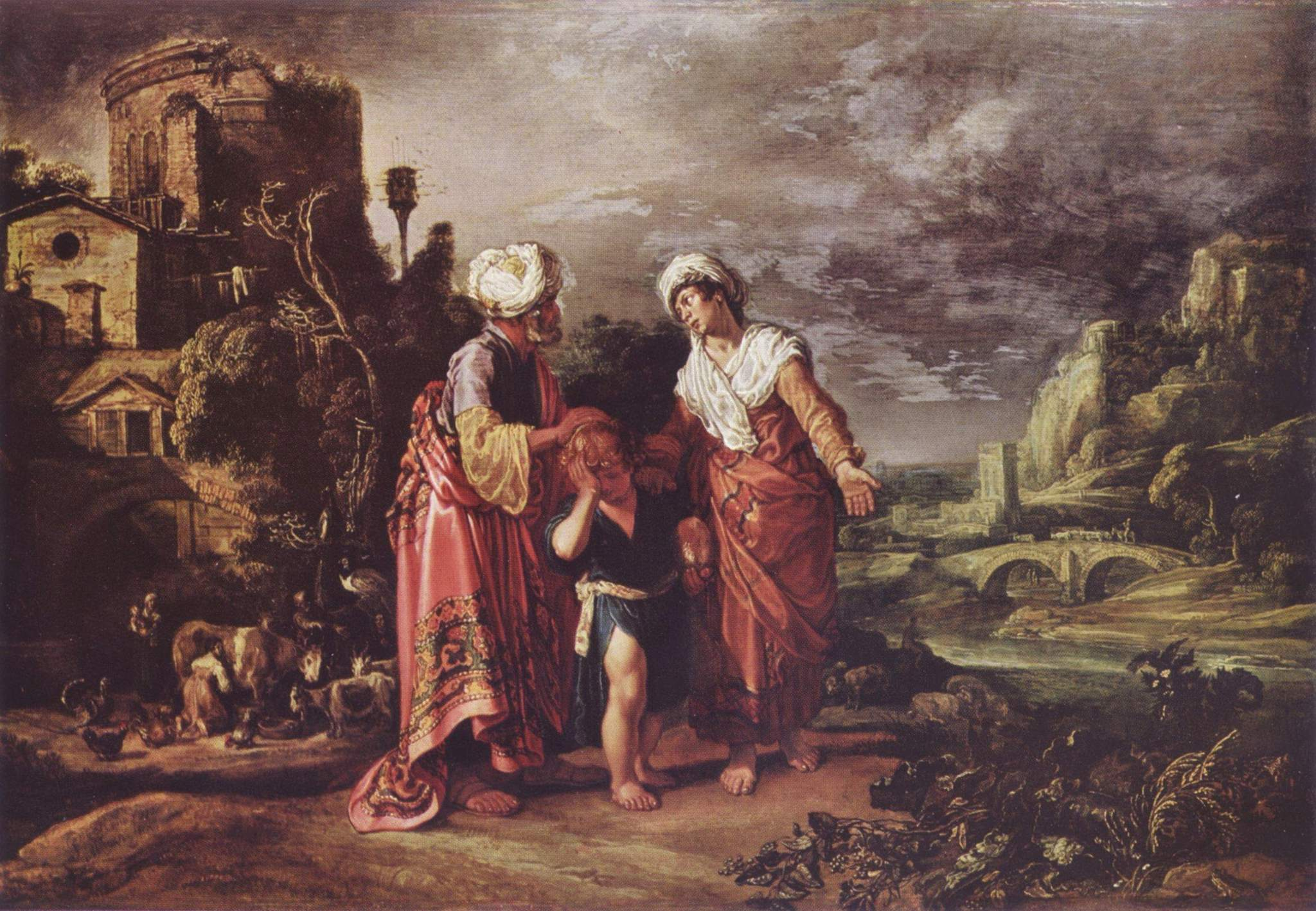
Hagar, 1612, olja på trä, 49 x 71 cm. Hamburger Kunsthalle, Hamburg.
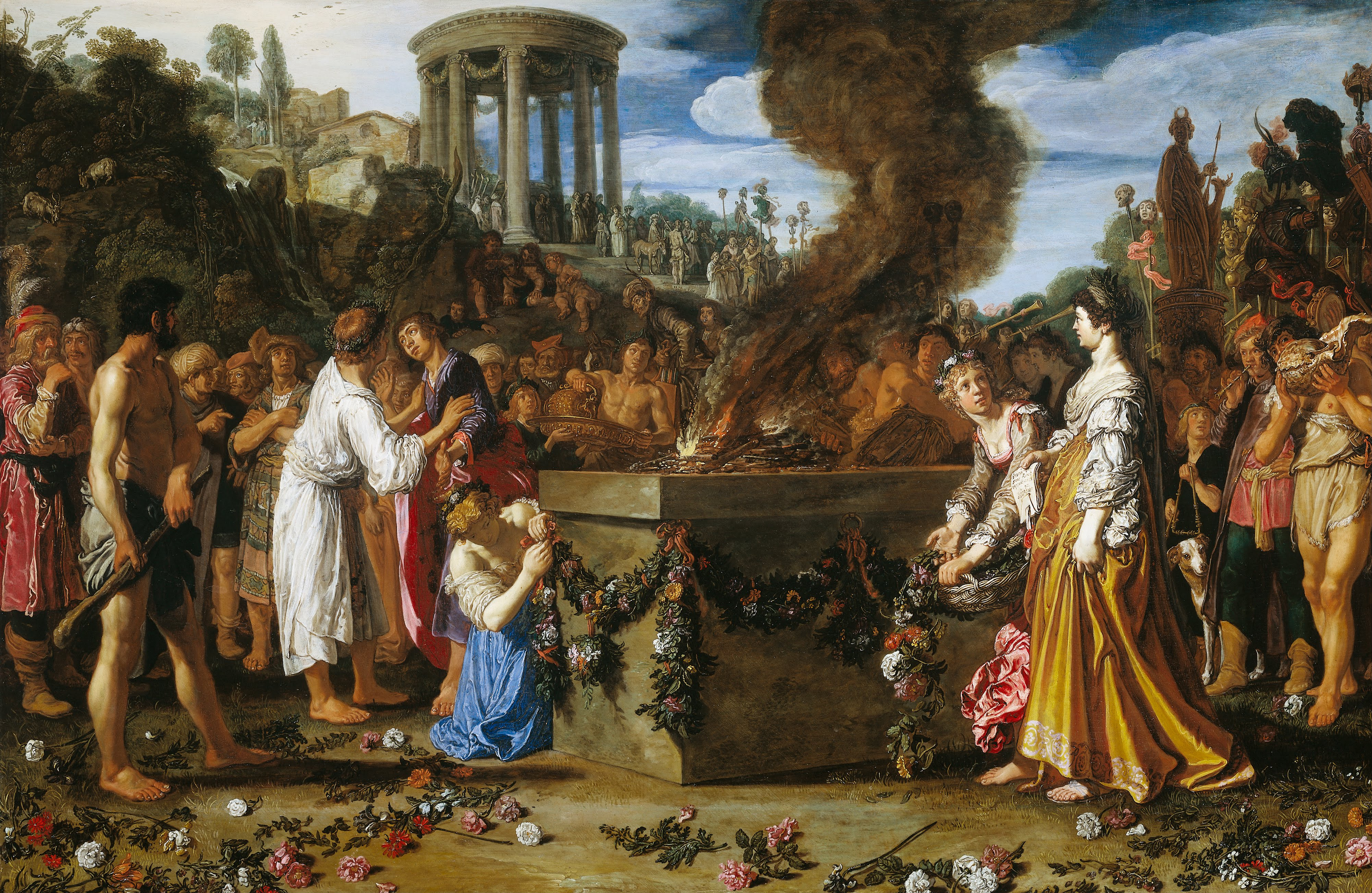
Orestes och Pylades, 1614, olja på pannå. 83,2 x 126,1 cm. Rijksmuseum, Amsterdam.
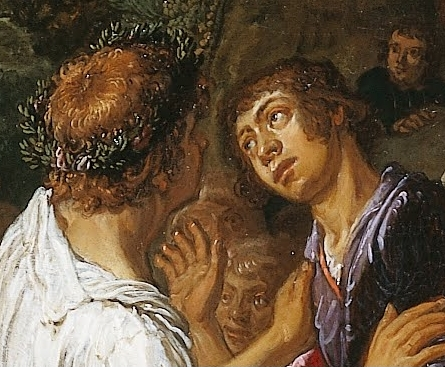
Orestes och Pylades tvistande vid altaret (detalj av centralmotivet), 1614, olja på pannå. Rijksmuseum, Amsterdam.
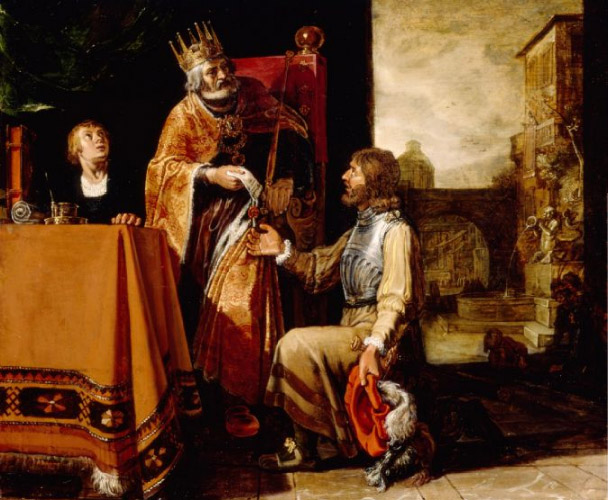
Kung David överlämnar brevet till Uriah, 1611, olja på pannå,  51,1 x 61,3 cm. Detroit Institute of Arts, Detroit, Michigan, USA.
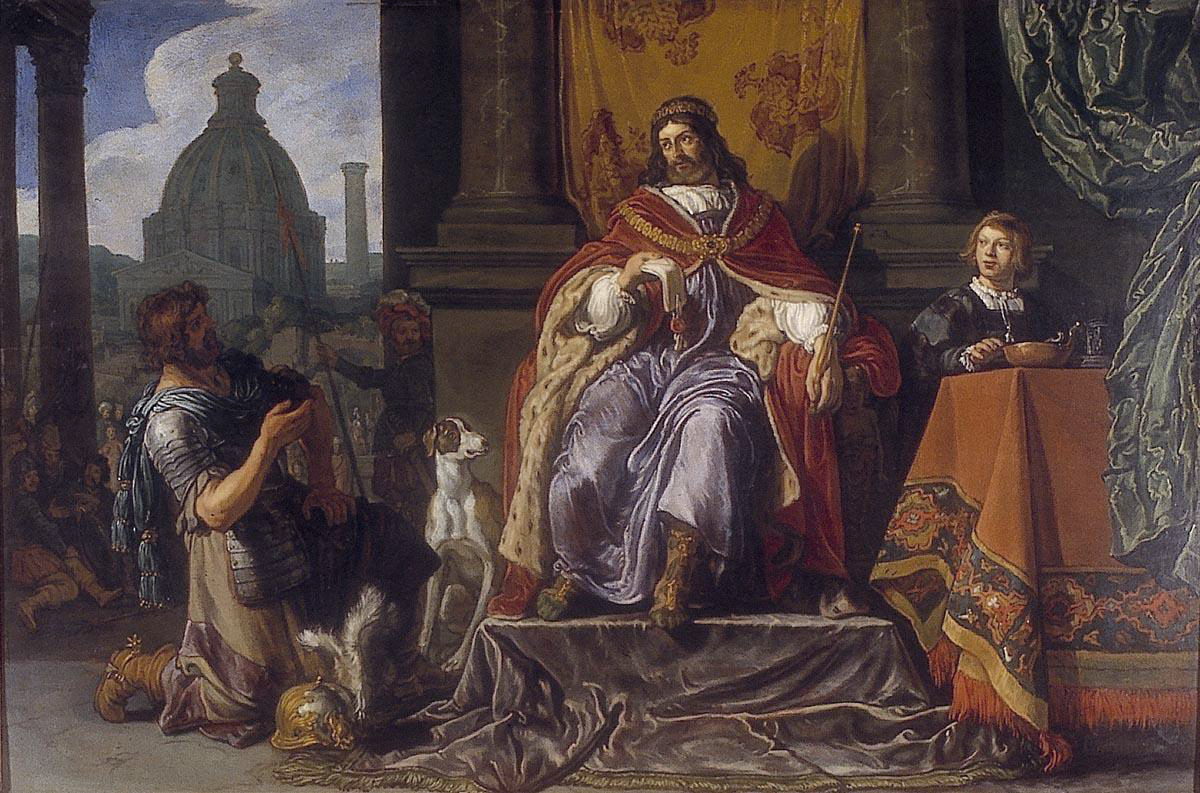
Kung David överlämnar brevet till Uriah, olja på pannå, 1619, 42.5 × 63 cm. Privat samling.
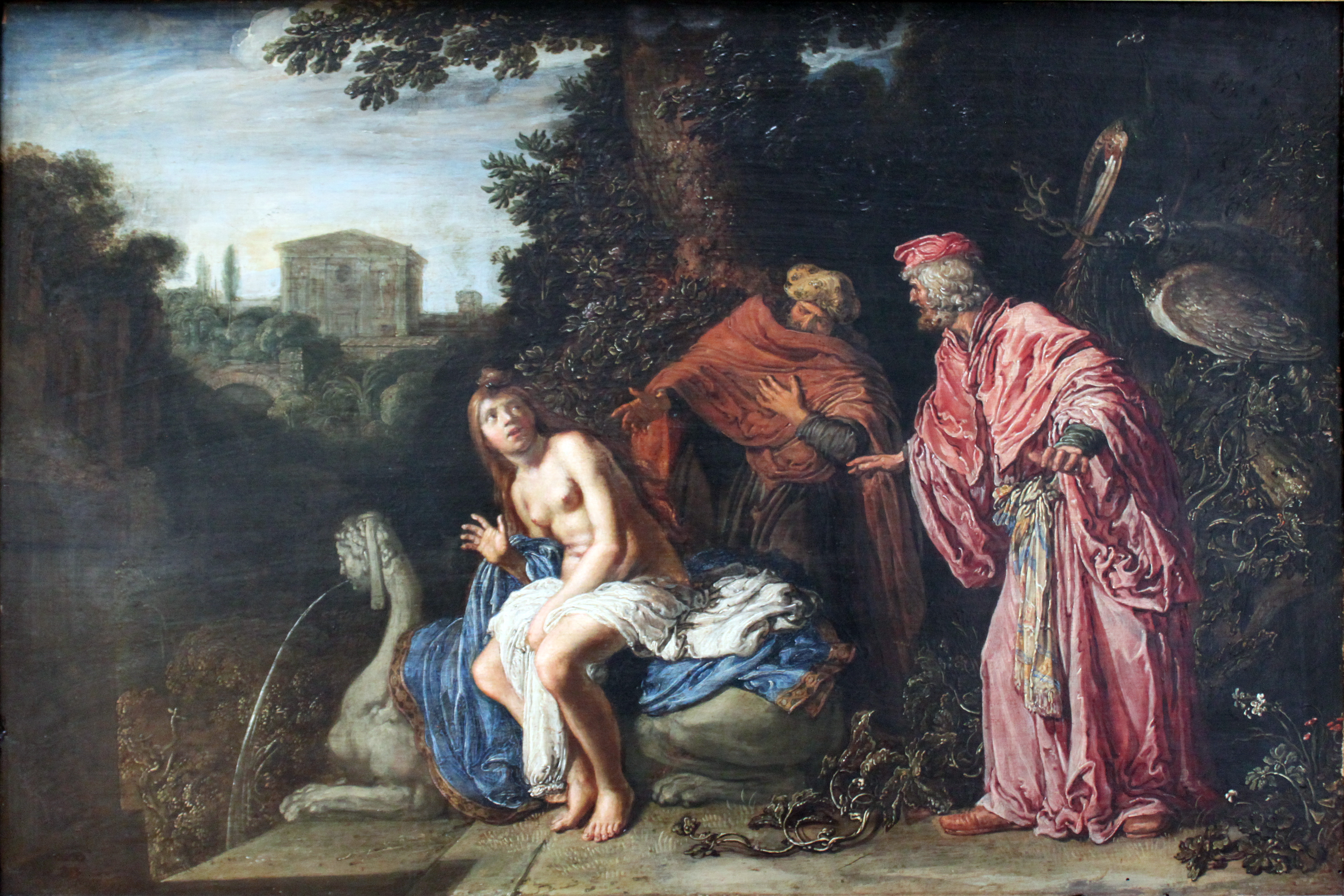
Susanna och de äldre, 1614, målning. Gemäldegalerie, Berlin.
Tobias med ängeln, biblisk målning, träpannå, 34,3 x 59 cm. Szépművészeti Múzeum, Konstmuseet i  Budapest.
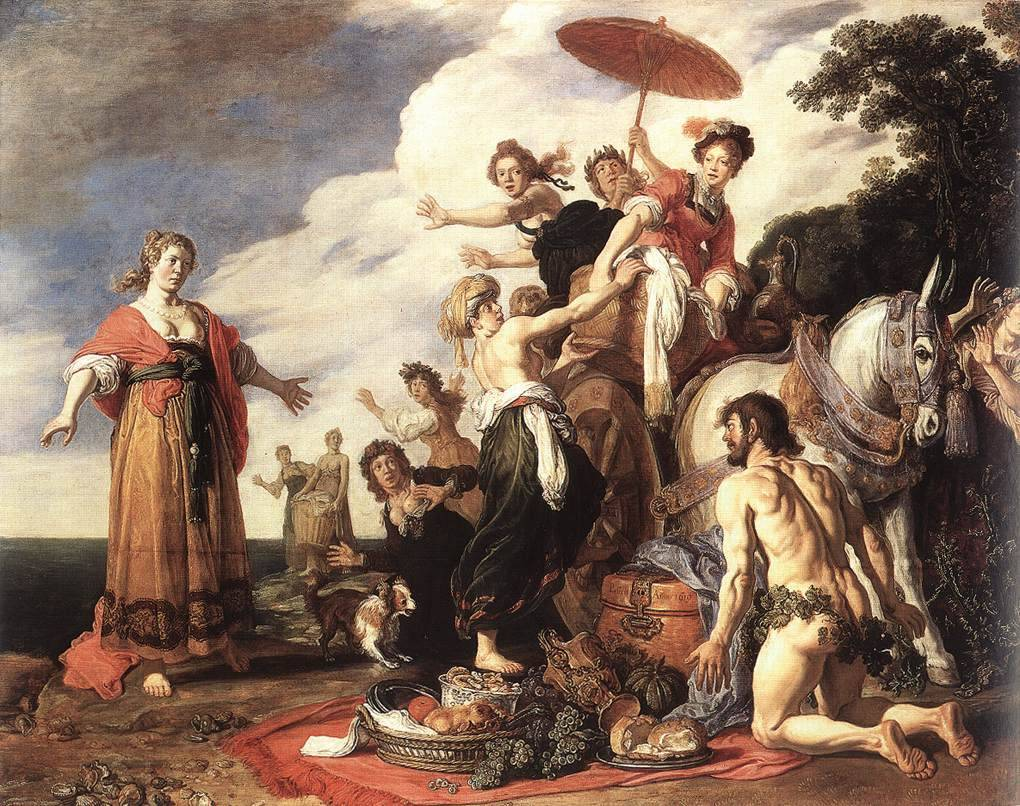
Odysseus och Mausicaa, Alte Pinakothek, München.